# Ozarba pallescens
Ozarba pallescens is een vlinder van de familie van de uilen (Noctuidae). De wetenschappelijke naam van deze soort is voor het eerst voorgesteld als Oedicodia pallescens door Edward Parr Wiltshire in een publicatie uit 1990.
De soort komt voor in Somalië, Kenia, Tanzania, Saudi-Arabië en Jemen.